# Fazil Küçük
Fazil Küçük, född den 14 mars 1906 i Nicosia, Cypern, död den 15 januari 1984 i London, var en turk-cypriotisk politiker och vicepresident.

## Biografi
Küçük var bondson och efter examen från det turkiska gymnasiet i Nicosia fortsatte han att studera medicin vid universiteten i Istanbul, Lausanne och Paris. År 1941 grundade han tidningen Halkin Sesi (Folkets röst) och blev dess redaktionschef. På grund av hans kampanj mot den brittiska kolonialförvaltningen, fick hans tidning inte utgivningstillstånd förrän 1942, men tidningen ges idag fortfarande ut.
År 1943 var han en av grundarna av Kıbrıs Adası, Türk Azınlık Kurumu (Föreningen för den turkiska minoriteten på ön Cypern - känd som Katak). Syftet med partiet var att främja den sociala, ekonomiska och politiska välfärden för det turkcypriotiska folket. På grund av meningsskiljaktigheter med vissa av dess medlemmar, lämnade han Katak och etablerade Kıbrıs Türk Milli Birlik Partisi (Turkcypriotiska nationella unionspartiet).
Under konferenserna 1959 i London och Zürich för att skapa den oberoende Republiken Cypern, representerade Küçük den turkcypriotiska befolkningsgruppen och kunde säkra konstitutionella garantier för folket. I december 1959 valdes han till vicepresident i den nya republiken. Efter grekcypriotiska försök att ändra konstitutionen fortsatte Küçük som vicepresident av Republiken Cypern till 1973.
Küçük dog på Westminster sjukhus i London den 15 januari 1984, mindre än ett år efter den ensidiga självständighetsförklaring av den turkiska republiken på norra Cypern.